# Момынова, Багдан Катаевна
Багдан Катаевна Момынова (род. 26.06.1957) — учёный в области лингвистики, казахстанский языковед, доктор филологических наук, профессор.

## Биография
Родилась 26 июня 1957 года в селе Топтерек Курчумского района Восточно-Казахстанской области.
С 1974 по 1979 год окончила филологический факультет Казахского государственного национального университета (КазНУ), с 1989 по 1993 годы была очным аспирантом этого вуза.
В 1993 году защитила кандидатскую диссертацию на тему «Общественно-политическая лексика в газете „Казақ“», в 1999 году защитила докторскую диссертацию на тему «Лексика казахских газет: система и структура».
С 1993 по 2014 гг. работала преподавателем, старшим преподавателем, доцентом, профессором Казахского государственного национального университета им. Аль-Фараби. С 2010 по 2014 год заведовала кафедрой казахской филологии этого вуза.
С 2014 г. по настоящее время — Заведующая отделом грамматики Института языкознания им. Ахмета Байтурсынулы (АН Казахстана)
Член Государственной терминологической комиссии с 2005 г. по 2010 г.), член Государственной комиссии по латинской графике при Правительстве Республики Казахстан с 2017—2023 гг., эксперт Казтест, КазНГЦТ (с 2008 г.), сопредседатель летней лингвистической школы когнитивных исследований Кемерово-Новосибирск-Алматы-Т-Курган (2013 г.-2014 г).

## Научная деятельность
Автор 11 монографий, 13 учебных и учебно-методических пособий и 2 учебников с грифом МОН РК, 4 словарей, более 350 научных статей. Под её руководством защищено 15 кандидатских, 1 докторская, 2 PhD, более 50 магистерских диссертации.
Научные интересы ученого: история казахского литературного языка, морфология казахского языка, лингвистика текста, паралингвистика, орфография, лексикография, терминология.
- «Историческая грамматика казахского языка» (Методическое пособие, 1997)
- «Парадигматические и синтагматические отношения в языке» (учебное пособие, 1998)
- «Общественно-политическая лексика в газете „Казах“» (монография, 1998)
- «Газетная лексика: система и структура» (монография, 2001, 2003)
- «Система изучения истории казахского литературного языка» (учебное пособие, 2001)
- «Русско-казахский толковый словарь жестов и мимики казахского языка» (2003)
- «Толковый словарь общественно-политической лексики» (2004)
- «История казахского литературного языка» (учебник, 2011)
- «Словарь казахского литературного языка» (один из составителей, 2006)
- «Словарь казахского литературного языка» (один из составителей, 2008)
- «Общественно-политическая лексика казахского языка: социальная оценка, словообразование»(монография, 2005)
- «Морфология казахского языка. Имена» (учебник, 2007)
- «Язык поэзии Шакарима» (монография, 2008)
- «Новые направления и типовые отношения в лингвистике» (монография, 2009, 2012)
- «Современный казахский язык. Морфология» (учебник,2015)
- «Казахские ученые-лингвисты» (Учебное пособие, 2016)
- «Жесты в казахском языке: в культуре общения и в речевом этикете» (монография, 2016)
- «Толковый словарь казахских жестов и мимик» (2017)
- «Казахско-русско-китайский толковый словарь казахских жестов и мимик» (в соавторстве, Пекин, МенЗУ 2017)
- «Иллюстративно-толковый словарь казахских жестов и мимик» и (2020).
- «Казахские жесты, мимика и символы» (учебное пособие, в соавторстве Анес У. Г.,2021)
- «Газета „Қазақ“ (1913—1918): алфавит, орфография и лексика-грамматические особенности» (монография, 2023) и др.

## Награды и звания
- Доктор филологических наук (1999)
- Профессор (2001)
- Премия имени Чокана Валиханова (2005)
- «Лучший преподаватель вуза РК» (2006,2011)
- «Почетный доктор» Восточно-Казахстанского государственного университета (2017)
- «Ахмет Байтұрсынұлы» (Нагрудной знак за значительный вклад в развитие гуманитарной сферы, повышение статуса казахского языка, 2022)
- «Ғылымды дамытуға сіңірген еңбегі үшін» (нагрудной знак МНиВО РК, за достигнутые успехи в области науки Республики Казахстан,2023)